# 31203 Герсман
31203 Герсман (31203 Hersman) — астероїд головного поясу, відкритий 6 січня 1998 року.
Тіссеранів параметр щодо Юпітера — 3,272.